# Oscar Lewicki
Pour les articles homonymes, voir Lewicki.
Oscar Lewicki, né le 14 juillet 1992, est un footballeur suédois évoluant actuellement au poste de milieu défensif au Malmö FF.

## Biographie
Oscar Lewicki joue son premier match avec la Suède le 17 janvier 2014 contre la Moldavie.

## Statistiques
| Club              | Saison      | Championnat | Championnat | Coupe  | Coupe | Continental | Continental | Total  | Total |
| Club              | Saison      | Matchs      | Buts        | Matchs | Buts  | Matchs      | Buts        | Matchs | Buts  |
| ----------------- | ----------- | ----------- | ----------- | ------ | ----- | ----------- | ----------- | ------ | ----- |
| Bayern Munichfor. | 2008-2009   | 24          | 0           | 3      | 0     | —           | —           | 27     | 0     |
| Bayern Munichfor. | 2009-2010   | 16          | 3           | —      | —     | —           | —           | 16     | 3     |
| Bayern Munichfor. | 2010-2011   | 11          | 0           | —      | —     | —           | —           | 11     | 0     |
| Bayern Munichfor. | Total       | 51          | 3           | 3      | 0     | —           | —           | 54     | 3     |
| Bayern Munichrés. | 2010-2011   | 33          | 0           | —      | —     | —           | —           | 33     | 0     |
| Bayern Munichrés. | Total       | 33          | 0           | —      | —     | —           | —           | 33     | 0     |
| BK Häcken         | 2012        | 24          | 1           | —      | —     | —           | —           | 24     | 1     |
| BK Häcken         | 2013        | 19          | 2           | 4      | 0     | —           | —           | 23     | 2     |
| BK Häcken         | 2014        | 27          | 0           | 2      | 0     | 3           | 0           | 32     | 0     |
| BK Häcken         | Total       | 70          | 3           | 6      | 0     | 3           | 0           | 79     | 3     |
| Malmö FF          | 2015        | —           | —           | —      | —     | —           | —           | —      | —     |
| Malmö FF          | Total       | —           | —           | —      | —     | —           | —           | —      | —     |
| Bilan total       | Bilan total | 154         | 6           | 9      | 0     | 3           | 0           | 166    | 6     |

## Palmarès
- Vainqueur de l'Euro espoirs 2015 avec l'équipe de Suède

 Malmö FF
- Championnat de Suède
  - Champion : 2017, 2020 et 2021
- Svenska Cupen
  - Vainqueur de la 2021-2022